# Залесская Лала
Залесская Лала — река в России, протекает по Лузскому району Кировской области. Устье реки находится в 89 км по правому берегу реки Луза. Длина реки составляет 101 км, площадь бассейна — 619 км². Высота устья — 70,9 м над уровнем моря.

## Описание
Река берёт начало в лесу в 6 км к северо-востоку от посёлка Христофорово. Река течёт среди холмов Северных Увалов, русло сильно извилистое, река многократно меняет направление течения — в верховьях она течёт на запад, затем поворачивает на юг, юго-восток, северо-восток и вновь юг. В верхнем течении протекает по северной окраине посёлка Христофорово, в среднем течении течёт по ненаселённому лесному массиву, в нижнем течении протекает деревни Заистобная, Останино, Черковщина, Коптяевское, Ручерп, Ельцова Гора, Ярцево. В нижнем течении образует старицы. Впадает в Лузу у нежилой деревни Нижнее Никоново в 8 км к юго-западу от посёлка Лальск. Ширина реки перед устьем — 28 метров, скорость течения 0,3 м/с.

## Притоки
- 15 км: река Большой Рип (лв)
- река Рассоховский Рип (лв)
- 30 км: река Ханюг (пр)
- река Истобенка (лв)
- река Долгуша (лв)
- река Малая Сухарка (пр)
- 55 км: река Сосенка (пр)
- 56 км: река Шишегова (лв)
- река Липовка (лв)

## Данные водного реестра
По данным государственного водного реестра России и геоинформационной системы водохозяйственного районирования территории РФ, подготовленной Федеральным агентством водных ресурсов:
- Бассейновый округ — Двинско-Печорский
- Речной бассейн — Северная Двина
- Речной подбассейн — Малая Северная Двина
- Водохозяйственный участок — Юг
- Код водного объекта — 03020100212103000013157[3]